# Alstroemeria igarapavica
Alstroemeria igarapavica este o specie de plante monocotiledonate din genul Alstroemeria, familia Alstroemeriaceae, descrisă de Pierfelice Ravenna. Conform Catalogue of Life specia Alstroemeria igarapavica nu are subspecii cunoscute.